# Frank Stiefel
Frank Stiefel é um cineasta estadunidense. Foi indicado ao Oscar de melhor documentário de curta-metragem na edição de 2018 pelo trabalho na obra Heaven Is a Traffic Jam on the 405.

## Filmografia
- 2017: Bose Angelo
- 2016: Heaven is a Traffic Jam on the 405
- 2009: Ingelore
- 2008: Two Roads to the Taupo 1000
- 2007: Two Roads to Baja
- 2002: A Stoner's Life
- 1999: Two Weddings